# بيتر إيستمان
بيتر إيستمان (بالإنجليزية: Peter Eastman)‏ هو رسام جنوب أفريقي، ولد في 1 يوليو 1976 في نيوكاسل أبون تاين في المملكة المتحدة.